# Jérémie Lefevre
Jérémie Lefevre est professeur de chirurgie viscérale et digestive, travaillant actuellement à l'hôpital Saint-Antoine, AP-HP, Paris.
Il est docteur en sciences depuis 2012 après la soutenance d'une thèse sur les formes familiales de cancer colorectal et docteur en médecine depuis 2008 après la soutenance d'une thèse sur l'intérêt du lambeau musculo-cutané de grand droit pour la chirurgie d'exérèse des carcinomes épidermoïdes du canal anal.  Il est détenteur d'une l'habilitation à diriger des recherches (HDR) depuis 2013. Il parle français, anglais.
Il a été lauréat de la médaille d'or de chirurgie de l'AP-HP en 2008.
Il possède un diplôme universitaire de réparation juridique du dommage corporel (université Paris-VI), un DIU de pédagogie médicale (universités Paris-V, VI, XI et XII) et un DIU de chirurgie colo-proctologique (université Paris-XI).
Il est notamment spécialisé dans la prise en charge des pathologies côlo-rectales (cancer du côlon, cancer du rectum, maladie de Crohn, rectocolite hémorragique...).
Il fait partie des lauréats de la promotion 2017 des jeunes leaders de la French-American Foundation avec entre autres Thomas Pesquet, Gaspard Koenig et Stéphanie de Boüard-Rivoal.
Il est coordinateur adjoint du DES de chirugie viscérale et digestive d'Île-de-France.
Il a publié plus 190 articles dans des revues à comité de lecture  et plus d'une trentaine d'ouvrages médicaux. Il a organisé de 2016 - 2019 le congrès national de Chirurgie Digestive, de la SFCD - ACHBT. 
Il est membre de la SFCD, de l'ESCP, de l'AFC, du GRECCAR. 
Il intervient régulièrement dans l'émission Allo Docteurs sur France 5,,,. 

## Publications
Il a publié plus 190 articles dans des revues à comité de lecture. 

Les différentes publications ont porté sur les thèmes suivants :
- Le traitement du cancer colique :
  - en cas d'occlusion [11],[12],[13]
  - en cas de carcinome péritonéale avec la CHIP [14]
  - la préparation colique pré-opératoire [15]
  - la prise en charge des formes N1c [16]
- Le traitement du cancer du rectum:
  - par exérèse trans-anale [17]
  - par amputation abdomino-périnéale et le risque de hernie périnéale [18]
- La prise en charge de l'appendicite aigüe en ambulatoire [19],[20]
- Le délai entre la radiochimiothérapie néo-adjuvante et la résection d'un cancer du rectum (PHRC) [21],[22],[23],[24] Cet essai a été présenté à de nombreux congrès dont l'ESCP [25]
- Le traitement des carcinomes du canal anal: 
  - avec l'intérêt du lambeau de grand droit sur la cicatrisation du périnée [1] ou sur la qualité de vie post-opératoire [26]
  - l'étude des facteurs de risque de récidive après résection [27]
- La prise en charge des complications après anastomoses colo-rectales ou colo-anales:
  - dépistage par mesure du taux de CRP sérique [28]
  - traitement des fistules anastomotiques [29],[30],[31]
  - la confection d'une nouvelle anastomose [32],[33],[34],[35],[36]
- La prise en charge des tumeurs rétro-rectales [37]
- L'anastomose iléo-anale :
  - son impact sur la fertilité et la qualité de vie [38],[39]
  - l'intérêt de la confection d'une iléostomie de protection et l'importance du volume d'activité [40]
  - la voie d'abord laparoscopie [41],[42]
  - les techniques d'allongement du mésentère [43]
- Les polyposes colorectales:
  - le rôle du gène MUTYH [44],[45],[46],[47],[48]
  - la prise en charge des tumeurs desmoides [49],[50],[51]
  - le traitement de la polypose duodénale [52],[53],[54]
  - le diagnostic en cas de polypes indéterminées [55]
  - le rôle des variants rares [56]
  - le traitement des polypes du réservoir iléal [57]
- Le syndrome de Lynch:
  - son dépistage [58],[59]
  - le rôle du gène HSP110 [60],[61],[62] et les gènes sélectionnés en cas de cancer MSI [63]
  - le rôle de l'immunothérapie [64] et des checkpoint immunitaire [65]
  - L'interaction entre le phénotype MSI et la radiothérapie des cancers du rectum [66]
- Les Maladies inflammatoire de l'intestin:
  - Maladie de Crohn
    - résection iléons-caecale (morbidité [67], risque de récidive [68],[69], forme complexe [70])
- La prise en charge des cancers gastriques:
  - en cas de carcinose limitée [71]

Les derniers ouvrages publiés sont:
- KB d'hépatologie-Gastro-Entérologie et Chirurgie Digestive[72],[73] (Ed. Vernazobres-Grego)
- Le Référentiel du Collège de Chirurgie Viscérale et Digestive[74] (Ed. Medline)